# International Hotel
International Hotel (The V.I.P.s) è un film del 1963 diretto da Anthony Asquith.

## Trama
Il film è ambientato nel Terminal 2 dell'Aeroporto di Londra-Heathrow mentre i voli sono in ritardo a causa della nebbia. Tali ritardi causano gravi difficoltà alla maggior parte dei personaggi (i VIP) gettando alcuni di loro in una profonda crisi personale o finanziaria, in una serie di storie interconnesse tra di loro. La storia centrale riguarda la famosa attrice Frances Andros, che cerca di lasciare il marito, il miliardario Paul Andros, per il suo amante Marc Champselle. A causa della nebbia, Andros ha la possibilità di venire all'aeroporto e di convincere la moglie a non lasciarlo. Il produttore Max Buda deve lasciare Londra con la sua nuova allieva Gloria Gritti entro la mezzanotte, se vuole evitare di pagare una pesante tassa. La duchessa di Brighton deve andare in Florida per un lavoro che salverà le sue finanze. Les Mangrum, un uomo d'affari australiano, deve andare a New York per evitare che la sua attività venga venduta, mentre la sua segretaria, Miss Mead, segretamente innamorata di lui, decide di chiedere ad Andros di anticipare il denaro che salverà la società di Mangrum.

## Produzione
Il film pare sia ispirato a un fatto realmente accaduto all'attrice Vivien Leigh che, nonostante fosse legata al regista Laurence Olivier, intendeva partire per raggiungere il suo amante del momento, l'attore Peter Finch. In fase di sceneggiatura vennero poi aggiunte le altre storie, ispirandosi alla struttura del classico degli anni trenta Grand Hotel.
Il regista Anthony Asquith pensava di affiancare Sophia Loren al protagonista Richard Burton. Asquith aveva lavorato con la star italiana pochi anni prima nel film La miliardaria che ebbe un ottimo successo, ma l'attrice Elizabeth Taylor, preoccupata dell'ammirazione che il marito provata per l'attrice italiana convinse il regista a scritturare lei.A tale proposito alla Taylor viene attribuita la seguente frase "Let Sophia stay in Rome" ovvero "lasciamo Sofia a Roma". Per la prima volta nella sua carriera l'attore Rod Taylor interpreta un personaggio australiano, che corrisponde alla sua reale nazionalità. L'attrice italiana Elsa Martinelli si aggiudicò il ruolo della fatua Gloria Gritti grazie a una segnalazione di Orson Welles che l'aveva da poco diretta nel film Il processo, trascrizione cinematografica dell'omonimo romanzo di Franz Kafka.  L’attrice Margaret Rutherford sostiene il ruolo di un'anziana duchessa in procinto di lasciare la Gran Bretagna; Stringer Davis, suo marito nella vita, interpreta un cameriere. Nel film compare brevemente anche il giornalista televisivo David Frost, che anni dopo avrebbe intervistato il presidente Richard Nixon sul caso Watergate.

## Critica
(Leo Pestelli)

## Riconoscimenti
- 1964 - Premio Oscar
  - Miglior attrice non protagonista a Margaret Rutherford
- 1964 - Golden Globe
  - Miglior attrice non protagonista a Margaret Rutherford
  - Candidatura Miglior attrice debuttante a Maggie Smith
- 1964 - Premio BAFTA
  - Candidatura Migliore fotografia a Jack Hildyard
- 1963 - National Board of Review Award
  - Miglior attrice non protagonista a Margaret Rutherford